# Rudolf Weeber
Rudolf Weeber (* 25. Februar 1906 in Esslingen am Neckar; † 28. November 1988 in Aich) war ein deutscher Jurist.

## Werdegang
Während seines Studiums wurde er 1925 Mitglied der Tübinger Königsgesellschaft Roigel.
Weeber kam 1935 als Justitiar zum Oberkirchenrat der Evangelischen Landeskirche in Württemberg. Er wurde 1944 zum Oberkirchenrat ernannt und war von 1955 bis 1973 Rektor des Gremiums.
Seine politisch und zeitgeschichtlich wichtigste Rolle spielte Weeber im Heidelberger Juristenkreis als Vertreter der Evangelischen Kirche in Württemberg. Die auch Heidelberger Kreis genannte Lobby von Verteidigern der NS-Elite in den Nürnberger Prozessen, leitenden Richtern, Beamten des Bundesjustizministeriums und führenden Verwaltungsfachleuten der evangelischen und katholischen Kirche setzte sich für die nachgerichtliche Neutralisierung der Urteile der Nürnberger Prozesse und die Rehabilitierung von deutschen Verurteilten aus den Kriegsverbrecherprozessen ein.
Von 1967 bis 1972 war er Mitglied des Rates der EKD und von 1974 bis 1977 Vorsitzender des Gemeinschaftswerks der Evangelischen Publizistik.

## Ehrungen
- 1973: Großes Verdienstkreuz mit Stern der Bundesrepublik Deutschland[2]
- 1986: Verdienstmedaille des Landes Baden-Württemberg